# Hermann Bergmann (Architekt)
Hermann (von) Bergmann (* 20. Oktober 1816 in Prag; † 26. Mai 1886 in Wien) war ein österreichischer Architekt.

## Leben

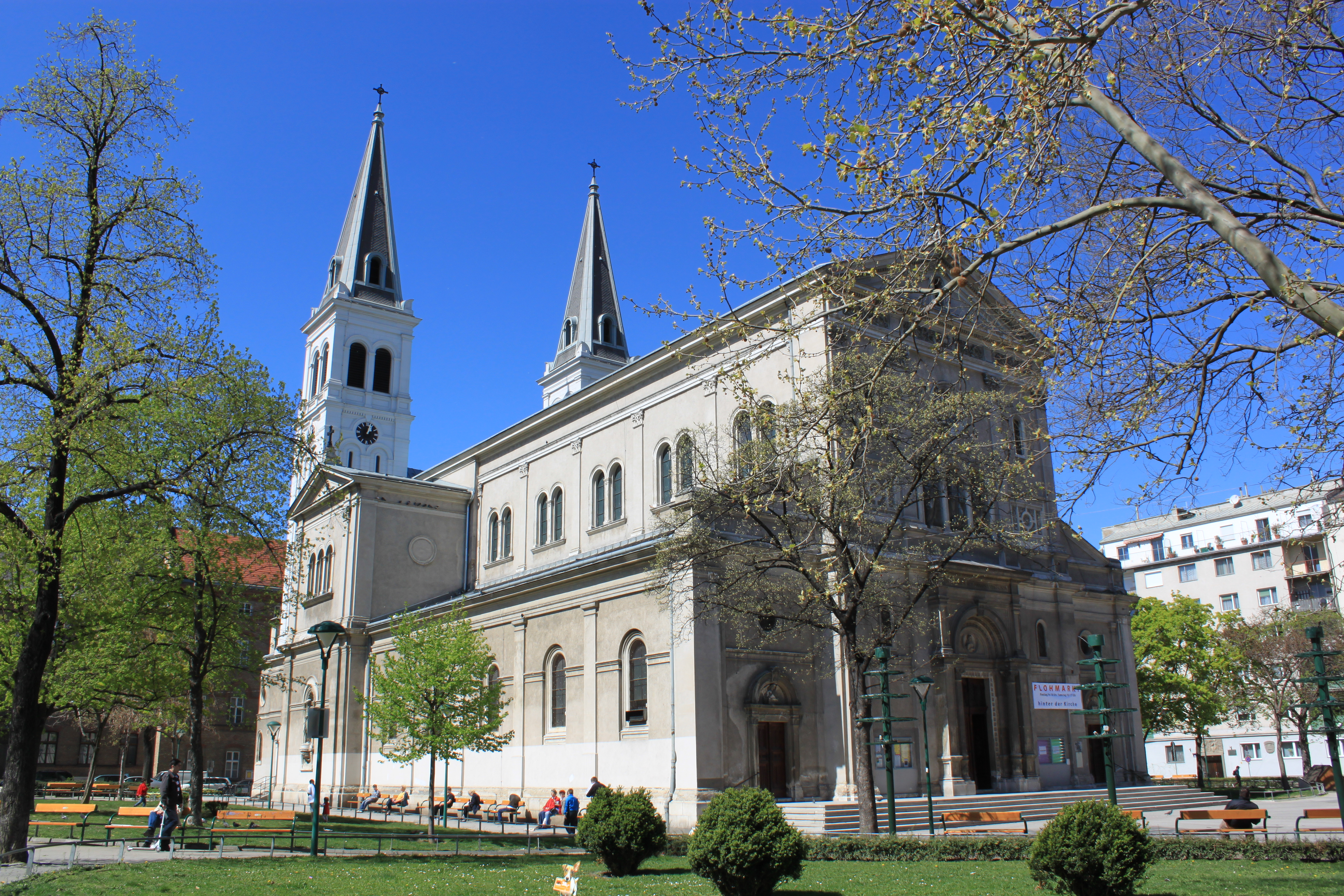
Pfarrkirche am Keplerplatz in Wien, erbaut 1872–1876 nach Plänen Bergmanns

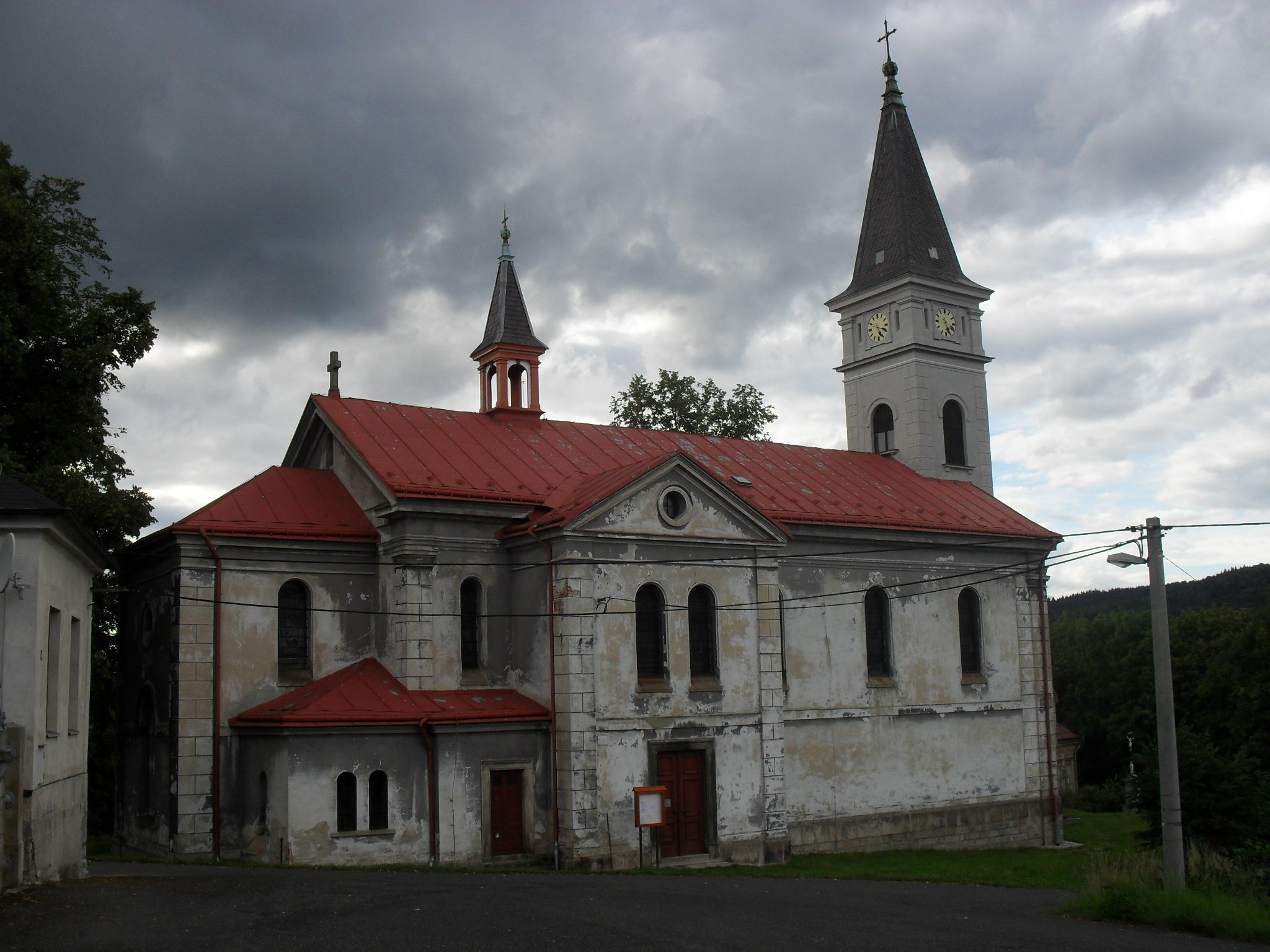
Pfarrkirche in Lučany nad Nisou, erbaut 1885 nach Plänen Bergmanns

Hermann Bergmann studierte in Prag und München, bevor er an der Akademie der bildenden Künste in Wien unter Peter von Nobile studierte. Gemeinsam mit Moritz von Schwind arbeitete er an den Fresken in der Villa von Rudolf von Arthaber in Döbling. Ab 1844 arbeitete er verstärkt in Prag, So war er am Ausbau des Altstädter Rathauses beteiligt. Im Jahr 1851 war er als Berichterstatter auf der Londoner Industrieausstellung, bevor er wieder nach Wien übersiedelte. Er wurde wirkliches Mitglied der Akademie der bildenden Künste. Im Jahr 1854 wurde er Oberbaurat und ab 1875 war er Mitglied der k.k. Central-Commission in Wien.

## Auszeichnungen
- 1839: Pein-Preis
- 1876: Orden der Eisernen Krone III. Klasse
- 1884: Österreichisch-kaiserlicher Leopold-Orden
- Ehrenbürger von Bruneck